# Scaphiophryne gottlebei
Scaphiophryne gottlebei è una rana della famiglia Microhylidae, endemica del Madagascar.

## Descrizione

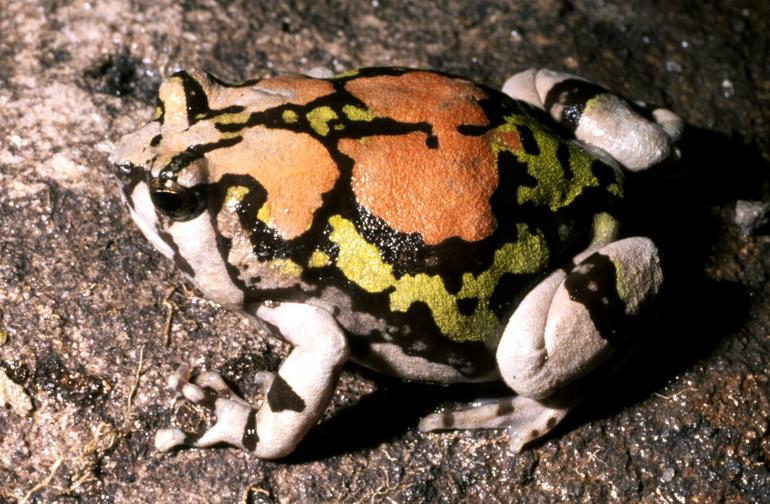
Adulto

È una rana di piccole dimensioni (2–3 cm i maschi, 3–4 cm le femmine) caratterizzata da una livrea variegata in cui si alternano macchie bianche, rosso-ruggine, verdastre e nere, che le hanno fatto attribuire dagli autori anglosassoni l'appellativo di rana arcobaleno. Le zampe, relativamente piccole, sono munite di robuste unghia, che le consentono di scalare le pareti dei ripidi canyon nei quali usualmente vive.
I girini sono di colore bruno-nerastro.

## Biologia
I girini, che si sviluppano in piccole pozze temporanee, trascorrono buona parte della giornata semi-sommersi dalla sabbia presente sul fondo delle pozze, nutrendosi dei detriti organici che vi si depositano. Gli adulti sono essenzialmente insettivori.

## Distribuzione e habitat
Ha un areale ristretto al Madagascar centro-meridionale, nei pressi del massiccio dell'Isalo, ad una altitudine compresa tra 700 e 1.000 m

## Stato di conservazione
La IUCN red list, per la ristrettezza del suo areale e per il continuo declino della qualità del suo habitat, considera questa specie in pericolo critico di estinzione.
La Zoological Society of London considera S. gottlebei una delle 100 specie di anfibi a maggiore rischio di estinzione.